# Makary (metropolita Moskwy)
Święty Makary, cs. Swiatitiel Makarij, mitropolit Moskowskij i wsieja Rusi, ros. Макарий, prawdziwe imię ros. Макар lub pol. Makar (ur. 1482, zm. 12 stycznia 1563) – metropolita Moskwy i Wszechrusi od 1542 do 1563, święty prawosławny.

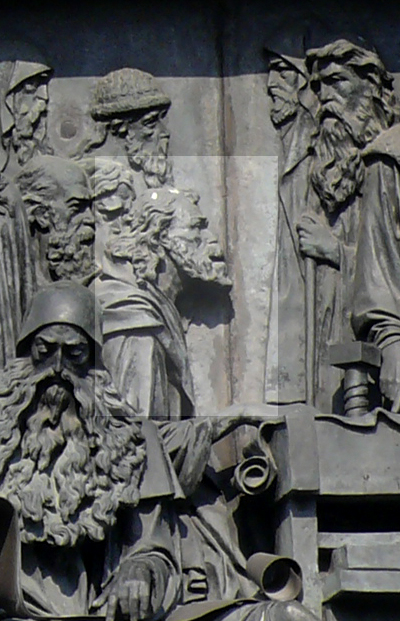
Metropolita Makary na pomniku "Tysiąclecie Rosji" w Nowogrodzie Wielkim.

## Kult
Makary został kanonizowany przez Rosyjski Kościół Prawosławny w 1988, przez patriarchę Pimena I.
Cerkiew wspomina św. Makarego 30 grudnia/12 stycznia, tj. 12 stycznia według kalendarza gregoriańskiego.